# کاستلاباته
کاستلاباته (به ایتالیایی: Castellabate) یک کومونه در ایتالیا است که در استان سالرنو واقع شده‌است.

## خصوصیات
کاستلاباته ۳۶ کیلومترمربع مساحت و ۸٬۲۱۳ نفر جمعیت دارد و ۲۸۹ متر بالاتر از سطح دریا واقع شده‌است.

## خواهرخوانده
شهرهای جربه و بلیزکاستل خواهرخوانده‌های کاستلاباته هستند.